# Helina dibrachiata
Helina dibrachiata este o specie de muște din genul Helina, familia Muscidae, descrisă de Fang, Li și Deng în anul 1986.
Este endemică în Sichuan. Conform Catalogue of Life specia Helina dibrachiata nu are subspecii cunoscute.